# Il mio Sanremo
Il mio Sanremo este un album lansat în Italia în 2006. Conține noi înregistrări ale melodiilor prezentate de Al Bano, singur sau cu Romina Power, la Festivalul Sanremo în perioada 1968-1999 plus 4 piese bonus. Singura melodie inedită este Sei la mia luce candidată la preselecția pentru Sanremo 2006 dar refuzată de comisia artistică.

## Track list
1. Devo dirti di no  (Curtis Mayfield, Vito Pallavicini)
2. La siepe  (Pino Massara, Vito Pallavicini)  - Sanremo 1968
3. 13, storia d'oggi  (Albano Carrisi, Vito Pallavicini)  - Sanremo 1971
4. In controluce  (Albano Carrisi, Paolo Limiti)  - Sanremo 1974
5. Felicità  (Cristiano Minellono, Dario Farina, Gino De Stefani)  - Sanremo 1982
6. Ci sarà  (Cristiano Minellono, Dario Farina)  - Sanremo 1984
7. Nostalgia canaglia  (Albano Carrisi, Mercurio, Romina Power, Vito Pallavicini, Willy Molco)  - Sanremo 1987
8. Cara terra mia  (Albano Carrisi, Romina Power, Vito Pallavicini)  - Sanremo 1989
9. Oggi sposi  (Giancarlo Andretto, Depsa)  - Sanremo 1991
10. È la mia vita  (Pino Marino, Maurizio Fabrizio)  - Sanremo 1996
11. Verso il sole  (Albano Carrisi, Valentina Cidda)  - Sanremo 1997
12. Ancora in volo  (Albano Carrisi, Massimo Bizzarri, Pino Marcucci)  - Sanremo 1999
13. Tu per sempre  (Albano Carrisi, Alterisio Paoletti, Fabrizio Berlincioni)
14. Le radici del cielo  (Albano Carrisi, Pino Aprile)
15. Sei la mia luce  (Albano Carrisi, Alterisio Paoletti, Fulcheri, Vincenzo Sparviero)